# Barbara Kingsolver
Barbara Kingsolver, född 8 april 1955 i  Annapolis, Maryland, USA, är en amerikansk författare. Kingsolver studerade biologi vid  DePauw University och senare ekologi vid  University of Arizona och arbetade sedan som vetenskapsjournalist. Efter att Kingsolver börjat skriva fiktion så flyttade hon med familjen till Appalacherna.